# Робърт Гесинк
Робърт Гесинк (на нидерландски: Robert Gesink; роден на 31 май 1987 г. в Варсевалд, Гелдерланд) е професионален холандски колоездач и се състезава в професионалния отбор на Рабобанк.

## Млади години
В средата на април Гесинк печели планинско класиране в GP al Pais Vasco с преднина от 10 точки. През май Робърт остава на второ място, след Оскар Перейро, но повежда в генералното класиране в GP de Romandie. В предпоследния етап Гесинк изостава на последното изкачване и губи жълтата фланелка.
В Обиколка на Италия Робърт Гесинк печели в първия етап.

## Големи постижения
2009
1-ви, GP de Romandie  най-добър млад състезател
1-ви, GP al Pais Vasco  най-добър катерач
1-ви, Dauphine Libere  най-добър млад състезател
2-ри, Dauphine Libere генерално класиране
2-ри, 3-ти етап GP de Romandie
3-ти, GP de Romandie генерално класиране
2-ри,  Национален шампионат на Холандия
8-и, 1-ви етап Обиколка на Италия
Носил бялата фланелка в Обиколка на Италия от 1 до 3 етап и от 8 до 10 етап
2-ри, 2-ри етап Обиколка на Франция

### Големи турове резултати генерално класиране
| Големи турове       | 2009 |
| ------------------- | ---- |
| Обиколка на Италия  | 9    |
| Обиколка на Франция | 24   |
| Обиколка на Испания | -    |